# Really Love You
Really Love You ist ein Lied des britischen Popmusikers Paul McCartney und Ringo Starr, das im Jahre 1997 auf seinem zehnten Soloalbum Flaming Pie erschien.

## Geschichte
Really Love You entstand bereits einen Tag nach der Aufnahme von Beautiful Night im Rahmen einer Jamsession mit McCartney am Bass, Ringo Starr, der bereits an der Aufnahme des vorigen Tages beteiligt war, am Schlagzeug und Jeff Lynne an der Gitarre. In dieser Session sind so innerhalb von einer halben Stunde drei verschiedene Stücke entstanden, wovon Really Love You den gewünschten Sound am ehesten traf. Die Aufnahme wurde später noch um zahlreiche Gitarren- und Gesangs-Overdubs ergänzt.

“Doing Beautiful Night with Ringo wasn’t enough. I wanted more fun. So we jammed.”

„Beautiful Night mit Ringo zu machen war nicht genug. Ich wollte mehr Spaß. Also jammten wir.“

Das Lied wurde im Mai 1997 auf der B-Seite der Single The World Tonight und einen Monat später auf dem Album Flaming Pie veröffentlicht. Im Juni 2005 brachte McCartney Really Love You in einer stark abgewandelten Form erneut für das Projekt Twin Freaks heraus.

## Stil
Really Love You ist unter anderem aufgrund seines auffällig starken Basses, der sich während des gesamten Liedes dominant im Vordergrund hält und dem Stück seine Prägung verleiht, dem Stil Rhythm and Blues zuzuordnen. Ebenfalls stilistisch unverkennbar ist der stark improvisierte und sich im Verlauf nur schwach verändernde Text, der im Kern aus dem namensgebenden Fragment „Really Love You“ besteht. Untypisch für einen ansonsten derartig klassischen Blues ist die im Mittelteil vorkommende sehr hohe und mit Echoeffekten nachbearbeitete Stimme. Sie gibt dem Lied eine eher experimentelle Note, die stilistische Ähnlichkeit mit früheren Stücken, wie Coming Up oder Bogey Music, aufweist.

## Besetzung
Folgende Personen wirkten bei der Originalaufnahme mit:
- Paul McCartney: Gesang, Backing Vocal, E-Bass, E-Gitarre, Wurlitzer Electric Piano und Produktion
- Jeff Lynne: Backing Vocal, E-Gitarre und Produktion
- Ringo Starr: Schlagzeug
- Geoff Emerick: Toningenieur
- Jon Jacobs: Toningenieur
- Keith Smith: Toningenieur (Assistenz)